# Sun Junze
Sun Junze (xinès simplificat:孙君泽; xinès tradicional:孫君澤; pinyin: Sūn Jūnzé) fou un pintor xinès del segle xiv que va viure sota la dinastia Yuan. No es coneixen les dates exactes del seu naixement ni de la seva mort. Originari de Hangzhou, província de Zhejiang. Va destacar com a pintor de figures humanes i paisatgista. El seu estil estava inspirat en el de A Yuan i Xia Gui i la seva influència va arribar a l'”Escola Zhejian” del període Ming.